# ルビーン検定
統計学において、ルビーン検定（英: Levene's test）とは2群以上の分散の均質性を検定する手順である。良く知られた統計手法の中には、各群の分散が均等であることを前提としているものがある。ルビーン検定はこの仮定を検証する。この検定の帰無仮説は「各群の分散は等しい（等分散性）」である。ルビーン検定のp値が有意水準（通常0.05）を下回った場合、各群は均一な分散を持つ集団からのランダムサンプリングであるとは言えないので、各群の分散に差があると結論付けられる。
等分散性を仮定した統計手法として代表的なものは、分散分析とt検定である。
ルビーン検定は多くの場合、平均値の比較に先立って実施される。ルビーン検定が有意であった場合、等分散性の仮定を必要としない検定手法（ノンパラメトリック検定等）に切り替える必要がある。
その他にルビーン検定は、2つの集団の分散が等しいか否かという単一の仮説の検定に用いられる事もある。

## 定義
統計量W は、下記の式で定義される：
{\displaystyle W={\frac {(N-k)}{(k-1)}}{\frac {\sum _{i=1}^{k}N_{i}(Z_{i\cdot }-Z_{\cdot \cdot })^{2}}{\sum _{i=1}^{k}\sum _{j=1}^{N_{i}}(Z_{ij}-Z_{i\cdot })^{2}}},}
ここで
- {\displaystyle W} は検定統計量
- {\displaystyle k} は比較する群の数
- {\displaystyle N} は全群の総観測数
- {\displaystyle N_{i}} は第{\displaystyle i}群の観測数
- {\displaystyle Y_{ij}} は第{\displaystyle i}群の{\displaystyle j}番目の変数の値
- {\displaystyle Z_{ij}=\left\{{\begin{matrix}|Y_{ij}-{\bar {Y}}_{i\cdot }|\\|Y_{ij}-{\tilde {Y}}_{i\cdot }|&\end{matrix}}\right.}
  - {\displaystyle {\bar {Y}}_{i\cdot }} は第{\displaystyle i}群の平均値
  - {\displaystyle {\tilde {Y}}_{i\cdot }} は第{\displaystyle i}群の中央値

（中央値を用いる検定は厳密にはブラウン・フォーサイス検定である。下記の比較の節参照。）
- {\displaystyle Z_{\cdot \cdot }={\frac {1}{N}}\sum _{i=1}^{k}\sum _{j=1}^{N_{i}}Z_{ij}}は全ての{\displaystyle Z_{ij}}の平均値、
- {\displaystyle Z_{i\cdot }={\frac {1}{N_{i}}}\sum _{j=1}^{N_{i}}Z_{ij}}は第{\displaystyle i}群の{\displaystyle Z_{ij}}の平均値。

{\displaystyle W}をF検定の統計量（自由度は{\displaystyle k-1}と{\displaystyle N-k}）{\displaystyle F(\alpha ,k-1,N-k)}と比較する。{\displaystyle \alpha }は有意水準であり、通常0.05または0.01を用いる。

## ブラウン・フォーサイス検定との比較
ブラウン・フォーサイス検定では各群間差の計算に平均値でなく中央値を用いる（{\displaystyle {\bar {Y}}} vs. {\displaystyle {\tilde {Y}}}）。中央値を用いる事で、分布の形状による影響を受け難くなり、検出力を維持した堅牢な統計となる。分布の形状が正規分布から外れていることが判っている場合、ブラウン・フォーサイス検定が選択肢となる。ブラウンとフォーサイスはモンテカルロ法を研究し、コーシー分布（裾の重い分布）する母集団からのサンプルにはトリム平均を、自由度4のカイ二乗分布（歪度が大きい）する母集団からのサンプルには中央値を用いると最良の結果が得られることを指摘した。対称で裾が重くない分布の場合は、平均値を用いると検出力が最大であった。